# 66

## Decese
- dată necunoscută: Pavel (apostol) apostol (n. 5)
- dată necunoscută: Petroniu  (n. 27)